# Norops lionotus
Norops lionotus är en ödleart som beskrevs av  Cope 1861. Norops lionotus ingår i släktet Norops och familjen Polychrotidae. IUCN kategoriserar arten globalt som livskraftig. Inga underarter finns listade i Catalogue of Life.